# Screwed Up Click
Screwed Up Click of S.U.C. is een rap groep uit het zuiden van Houston, Texas opgericht door DJ Screw. Het begon allemaal in de jaren negentig met DJ Screw, die zogenaamde 'screw-tapes' maakte waarbij hij bekende nummers van bekende rappers vertraagde en de pitch ervan verlaagde, wat screwed & chopped muziek heet. De bedoeling hiervan was om het effect van het gebruik van 'purple drank' te creëren. De screw-tapes sloegen erg aan in de buurt en later begon het zich uit te breiden en werd steeds populairder in het zuiden van de Verenigde Staten. DJ Screw had rappers nodig voor zijn tapes en zo ontstond de groep Screwed Up Click.
Na de dood van DJ Screw was de Screwed Up Click nog niet dood. De rappers gingen allemaal solo en de meesten zijn nu erg succesvol. Ook screwed & chopped muziek is vandaag de dag nog levend en bijna elke rap cd is in de winkels verkrijgbaar in een screwed & chopped versie. 

## Leden
- Al-D
- Big Mello
- Big Moe
- Big Pokey
- Botany Boyz
- DJ Screw
- E.S.G.
- Fat Pat
- H.A.W.K.
- Lil' Flip
- Lil' Keke
- Lil' O
- Mike D
- Mr. 3-2
- Southside Playaz
- Trae
- Woss Ness
- Yungstar
- Z-Ro
- Viper